# Valtiendas (vino)
Valtiendas es una denominación de origen protegida con derecho a la mención Vino de Calidad utilizada para designar los vinos VCPRD originarios de la zona vitícola del norte de la provincia de Segovia situada alrededor de la localidad de Valtiendas y adyacente a la región de la Denominación de Origen Ribera del Duero, en Castilla y León, España.

## Ámbito de protección y su defensa

### Protección
La mención «Vino de Calidad de Valtiendas» protege los vinos tradicionalmente designados bajo esta denominación geográfica que hayan cumplido en su producción, elaboración, envejecimiento, embotellado y etiquetado todos los requisitos exigidos en su correspondiente reglamento y en la demás legislación vigente.

### Extensión de la protección
La protección otorgada se extiende, aplicado a los vinos, al nombre geográfico «Valtiendas».
Queda prohibida la utilización, en otros vinos, de nombres, marcas, términos, expresiones y signos que, por su similitud fonética o gráfica con los protegidos, puedan inducir a confusión aun en el caso de que tales nombres vayan traducidos a otras lenguas o precedidos por los términos «tipo», «estilo», «cepa», «embotellado en», «con bodega en», u otros análogos.
Las marcas, nombres comerciales o razones sociales que hagan referencia al nombre geográfico protegido, «Vino de Calidad de Valtiendas», únicamente podrán emplearse en vinos con derecho al mismo, sin perjuicio de lo previsto en la normativa comunitaria.

### Órganos Competentes
La defensa tanto de la mención «Vino de Calidad de Valtiendas» como de la aplicación de su Reglamento esta encomendada a las siguientes entidades u organismos:
- A la "Asociación Vino de Calidad de Valtiendas" como Órgano de Gestión.

- Al "Instituto Tecnológico Agrario de Castilla y León" como Órgano de Control.

- A la Consejería de Agricultura y Ganadería de la Junta de Castilla y León y al Ministerio de Agricultura, Pesca y Alimentación, en el ámbito de sus respectivas competencias.

### Logotipo
El Órgano de Gestión ha adoptado y registrado un logotipo como símbolo de la mención «Vino de Calidad de Valtiendas».

## Producción de uva

### Zona de producción
La zona de producción de uva para la elaboración de los vinos protegidos por la mención «Vino de Calidad de Valtiendas» está constituida por los terrenos que el Órgano de Gestión, con base en criterios exclusivamente técnicos, considere aptos para la producción de uvas con la calidad necesaria para ser destinados a la elaboración de tales vinos y ubicados en los siguientes términos municipales, junto con sus pedanías y barrios, pertenecientes a la provincia de Segovia:
| - Aldeasoña. - Calabazas de Fuentidueña. - Carrascal del Río. - Castro de Fuentidueña. | - Cobos de Fuentidueña. - Cuevas de Provanco. - Fuente el Olmo de Fuentidueña. - Fuentepiñel. | - Fuentesoto. - Fuentidueña. - Laguna de Contreras. - Navalilla. | - Sacramenia. - San Miguel de Bernuy. - Torreadrada - Valtiendas. |

### Variedades de uva
La elaboración de los vinos protegidos por la mención «Vino de Calidad de Valtiendas» se realiza exclusivamente con uvas de las siguientes variedades:
- Variedades de uva blanca:

Varidades autorizadas: Albillo.
- Variedades de uva tinta:

Variedad principal: Tempranillo
Variedades autorizadas: Garnacha, Cabernet Sauvignon, Merlot y Syrah.
El Órgano de Gestión podrá proponer al Órgano de Control la utilización de variedades experimentales para evaluar su aptitud en la elaboración de
vinos amparados, no obstante, el vino obtenido a partir de las variedades experimentales, no puede ser comercializado bajo el amparo de la mención «Vino de Calidad de Valtiendas».

### Prácticas de cultivo
Las prácticas de cultivo de la viña se realizan de manera que expresen el mejor equilibrio entre la vegetación y la calidad de la producción, teniendo en cuenta las características de los sistemas de cultivo de cada parcela. Tanto para variedades tintas como para variedades blancas, la densidad de plantación mínima será de 2000 cepas por hectárea y la máxima de 4000 cepas por hectárea.
La formación de la cepa y su conducción se efectúan con las condiciones precisas para la obtención de uva de calidad, en función de los suelos y condiciones técnicas de cada viñedo, y con la finalidad de cumplir con lo establecido en cuanto a producciones máximas admitidas. En concreto la formación de la cepa se efectua de la siguiente manera:
- Formación tradicional en vaso y sus variantes. En ningún caso el número de yemas productivas será superior a 40 000 yemas por hectárea.

- Formación en espaldera: En plantaciones dirigidas y apoyadas. En ningún caso el número de yemas productivas será superior a 40 000 yemas por hectárea.

El riego de forma localizada mediante goteros o similares se encuentra autorizado hasta el 31 de julio, no obstante, en situaciones debidamente justificadas, el Órgano de Gestión podrá autorizar otros plazos y modalidades de riego.

### Vendimia

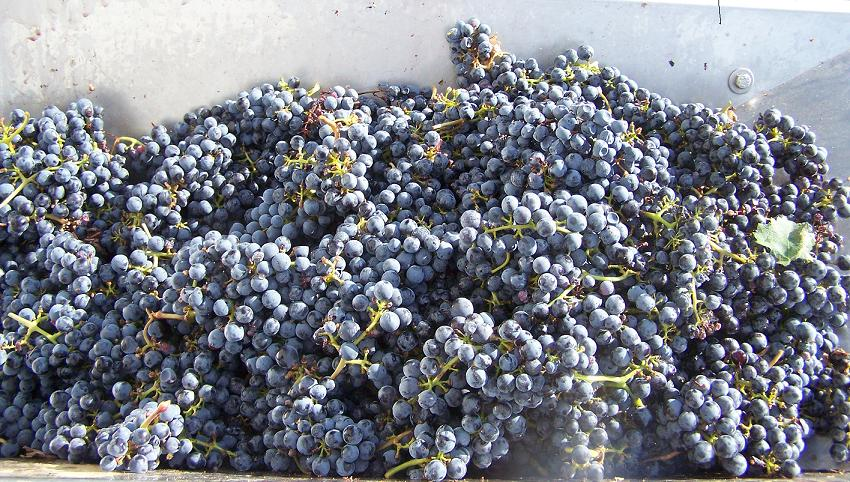
Conjunto de uvas recolectadas para el prensado

La vendimia se realizará con el mayor esmero posible, mediante técnicas que impidan el deterioro de la calidad de la uva, dedicando exclusivamente a la elaboración de vinos protegidos las partidas de uva sana y con el grado de madurez necesario. Su entrega se realizará en el menor tiempo posible y separada por variedades.
El transporte de las uvas a las bodegas se realizará utilizando medios y aplicando prácticas que afecten lo menos posible a la calidad de las mismas.
La recepción de uva destinada a vinos no amparados por la mención «Vino de Calidad de Valtiendas» se hará de forma separada de la destinada a vinos acogidos por la misma.
La graduación alcohólica volumétrica natural mínima de las partidas o lotes unitarios de vendimia será de 11,5% Vol. para las variedades tintas y 10,5% Vol. para las variedades blancas.
La vendimia se realizará en las fechas adecuadas, determinadas por el Órgano de Gestión, en función del estado de madurez de la uva.
El Órgano de Gestión adoptará anualmente para cada campaña unas reglas de vendimia, para el correcto desarrollo de la misma, en las que se concretarán los aspectos específicos motivados por circunstancias particulares de campaña, incluidos los sanitarios.

### Producción de la uva
Las producciones máximas admitidas por hectárea serán las siguientes:
- Variedades tintas: 7 000 kg/ha
- Variedades blancas: 10 000 kg/ha

Estos límites pueden ser aumentados o disminuidos en determinadas campañas por el Órgano de Gestión, a iniciativa propia o a petición de los viticultores interesados, efectuada con anterioridad a la vendimia, previo informe técnico razonado que evidencie que tal variación no va a incidir negativamente en la calidad de los vinos. En caso de que tal modificación se produzca, la misma no podrá superar el 15 por 100 de los límites fijados. En los primeros años de implantación del viñedo, la producción máxima autorizada será la siguiente:
| Producción máxima autorizada durante la implantación del viñedo |        |        |        |        |
| Año 1º                                                          | Año 2º | Año 3º | Año 4º | Año 5º |
| 0%                                                              | 0%     | 33%    | 75%    | 100%   |

La totalidad de la uva procedente de parcelas cuyos rendimientos sean superiores al límite autorizado no podrá ser utilizada en la elaboración de vinos protegidos por la mención «Vino de Calidad de Valtiendas».
El viticultor que lo desee puede descalificar, para una campaña determinada, la producción de uva de una o varias parcelas inscritas en el Registro de Viñedos, llevado por el Órgano de Gestión, comunicándolo al mismo con los plazos de antelación que éste determine. En este supuesto, el viticultor deberá comunicar al Órgano de Gestión la fecha de vendimia de dichas parcelas. En todo caso, la uva descalificada será elaborada por separado del resto de uvas, debiendo estar el vino obtenido debidamente identificado y diferenciado hasta el momento de su venta.

## Elaboración del vino
La elaboración, almacenamiento, envejecimiento, embotellado y etiquetado de los vinos amparados bajo la mención «Vino de Calidad de Valtiendas» se realiza en las bodegas enclavadas dentro de los términos municipales de la zona de producción que están inscritas en el Registro de Bodegas.

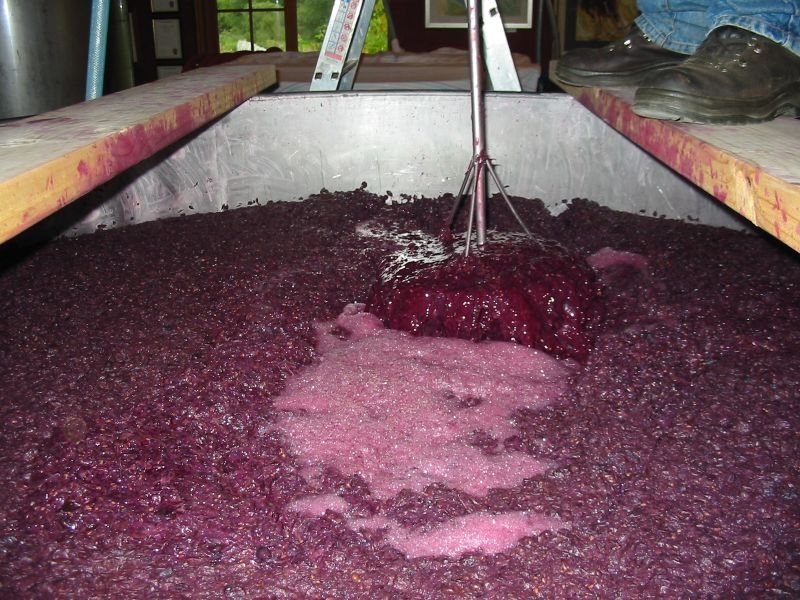
Fermentación del vino.

Las técnicas empleadas en la manipulación de la uva, el mosto y el vino, en el control de la fermentación y en el proceso de conservación tienden a obtener productos de máxima calidad, manteniendo los caracteres de tipicidad de los vinos amparados por la mención «Vino de Calidad de Valtiendas».
En la extracción de los mostos se seguirán las prácticas más adecuadas para obtener la mejor calidad de los vinos. Se aplicarán presiones adecuadas para la extracción del mosto y su separación de los orujos, de forma que el rendimiento no supere los 72 litros de vino por cada 100 kilogramos de uva. Las fracciones de mosto o vino obtenidos por presiones en las que se supere el rendimiento establecido, no podrán ser destinadas a la elaboración de vinos protegidos.
El Órgano de Gestión, excepcionalmente en determinadas campañas, con anterioridad a la vendimia, y previo informe de sus Servicios Técnicos, razonado que evidencie que tal variación no va a incidir negativamente en la calidad de los vinos, podrá modificar los rendimientos de extracción. En ningún caso el rendimiento podrá exceder de 74 litros de vino por cada 100 kilogramos de uva.
Para la extracción del mosto sólo pueden utilizarse sistemas mecánicos que no dañen o desgarren los componentes sólidos del racimo, quedando prohibido el empleo tanto de máquinas de acción centrífuga de alta velocidad como de prensas continuas.
La elaboración deberá realizarse en depósitos o recipientes que garanticen la sanidad del vino, ya sean de acero inoxidable, de madera de roble o de otros materiales autorizados. Cuando se trate de depósitos de obra, éstos deberán estar recubiertos con resinas epoxídicas alimentarias o similares.

## Calificación de los vinos
Los vinos producidos y elaborados conforme a lo dispuesto en el correspondiente Reglamento, para poder tener derecho al uso de la mención «Vino de Calidad de Valtiendas», deberán superar un proceso de calificación de acuerdo con las normas vigentes sobre la materia y las que, para este fin, establezca el manual de calidad del Órgano de Control.

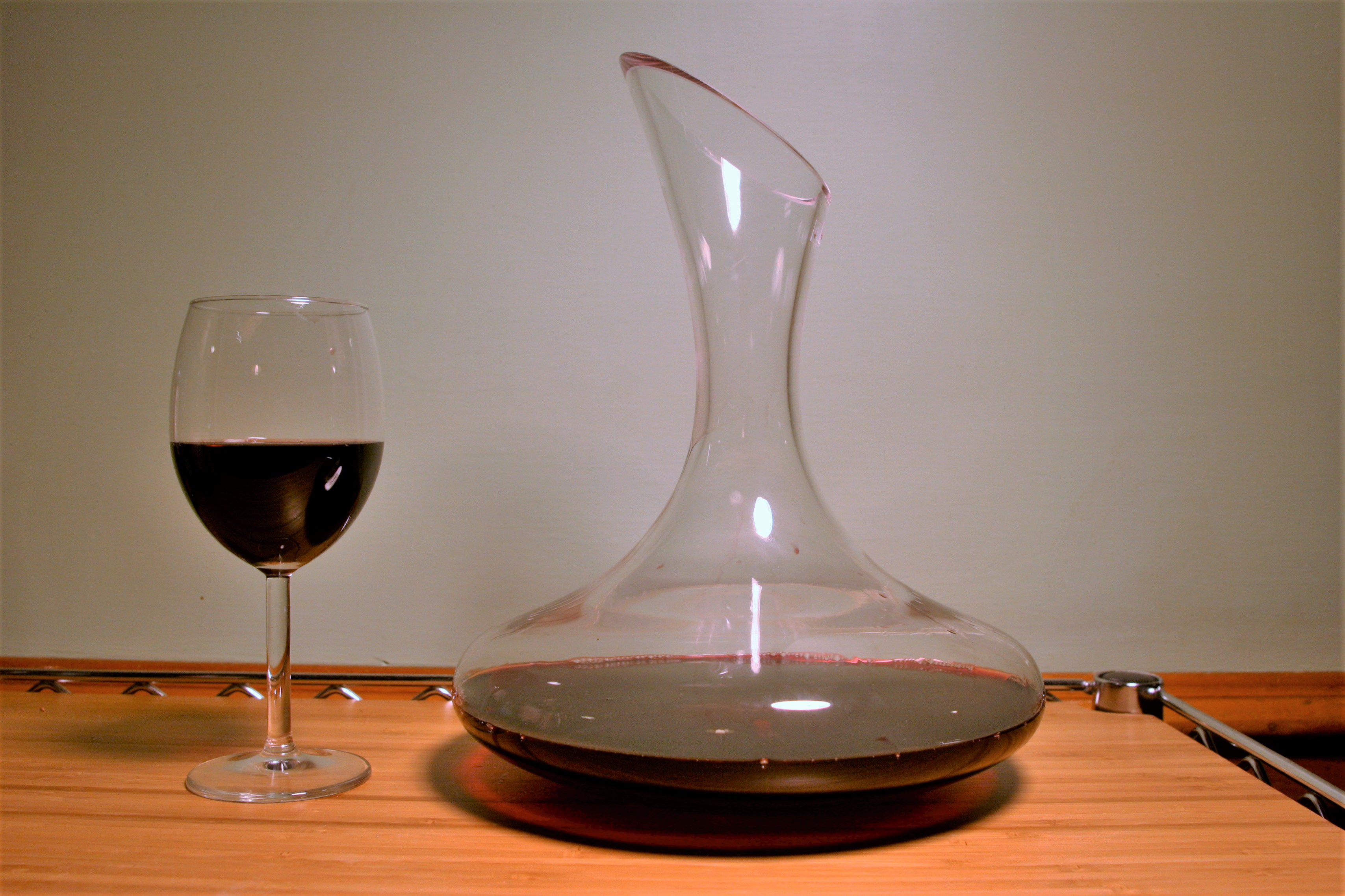
Decantador empleado para airear algunos vinos.

La calificación solicitada se concederá cuando el vino reúna los siguientes requisitos:
- Que exista un informe favorable por parte del técnico del Órgano de Control.

- Que los análisis demuestren que el vino cumple la normativa general y los parámetros analizados se encuentren dentro de los valores que caracterizan a los vinos amparados por la mención «Vino de Calidad de Valtiendas».

- Que el comité de cata dictamine que el vino reúne las características organolépticas y la puntuación mínima exigidas para poder calificar el vino bajo la mención «Vino de Calidad de Valtiendas».

No podrán ser amparados por la mención «Vino de Calidad de Valtiendas» aquellos vinos en los que se constate que durante su proceso de producción, elaboración, envejecimiento, embotellado o etiquetado se han incumplido los preceptos del correspondiente Reglamento o los señalados en la legislación vigente. Tampoco podrá ser amparado cualquier vino obtenido por mezcla con otro previamente descalificado.
La uva descalificada, incluso cuando sea a petición propia del viticultor podrá ser destinada a la elaboración en un nivel de protección inferior, siempre y cuando cumpla las condiciones mínimas exigibles al mismo. El vino descalificado tanto a petición propia, o por no cumplir los requisitos indicados para ser «Vino de Calidad de Valtiendas», podrá ser comercializado con un nivel de protección inferior, siempre y cuando cumpla las exigencias mínimas marcadas para este último nivel de protección.

## Características de los vinos
Los tipos de vinos amparados por la mención «Vino de Calidad de Valtiendas» son los siguientes:
- Rosados: Elaborados a partir de uvas de las variedades autorizadas con un mínimo del 50% de la variedad Tempranillo.

- Tintos: Elaborados a partir de las uvas de las variedades tintas autorizadas con un mínimo del 50% de la variedad Tempranillo.

### Características organolépticas
Los vinos deben presentar las cualidades organolépticas propias de la zona, en las fases visual, olfativa y gustativa, así como una buena armonía en su conjunto. Los que no reúnan dichas características no podrán ser amparados por la mención «Vino de Calidad de Valtiendas». En concreto sus cualidades serán:

Copa de vino tinto.

- Rosados:

– Fase visual: Color rosa-cereza, limpio y brillante y sin partículas en suspensión.
– Fase olfativa: Aromas frutales, agradables e intensos y sin olores anormales.
– Fase gustativa: Estructura media, sabroso y equilibrado.
- Tintos Jóvenes:

– Fase visual: Color rojo intenso con tonalidades de juventud, intensidad media/alta, limpio y brillante y sin partículas en suspensión.
– Fase olfativa: Aromas francos, agradables e intensos y sin olores anormales.
– Fase gustativa: Sabroso, equilibrado y con buena estructura.
- Tintos de «crianza», «reserva» y «gran reserva»:

– Fase visual: Color rojo intenso con tonalidades de envejecimiento, intensidad media/alta, limpio y brillante y sin partículas en suspensión.
– Fase olfativa: Aromas francos, agradables e intensos y sin olores anormales.
– Fase gustativa: Sabroso, equilibrado y con buena estructura.

### Características analíticas
Las características analíticas de los vinos amparados por la mención «Vino de Calidad de Valtiendas» son las siguientes:
- Grado alcohólico natural mínimo: 11% Vol. en vinos rosados, 11,5% Vol. en vinos tintos jóvenes y 12% Vol. en vinos tintos de «crianza», «reserva» y «gran reserva».
- Acidez total mínima, expresada en gr./l. (Ácido Tartárico): 4,5 en todos los vinos.
- Acidez Volátil máxima, expresada en gr./l. (Ácido Acético): 0,8 en vinos rosados y tintos jóvenes, y 1,0 hasta 10% Vol. de grado alcohólico + 0,06 gr./l. por cada grado que exceda de 10% Vol. en vinos tintos de «crianza», «reserva» y «gran reserva».
- Azúcares reductores máximos: 4 gr./l. en vinos tintos jóvenes, de «crianza», «reserva» y «gran reserva» y 9 gr./l. en vinos rosados.
- Anhídrido sulfuroso total máximo expresado en mgr./l.: 150 en vinos rosados y tintos. Si los vinos tienen más de 5 gr./l. de azúcares residuales, los límites se elevarán a 250 mgr./l. para los vinos rosados.

## Envejecimiento de los vinos
Los vinos amparados por la mención «Vino de Calidad de Valtiendas» pueden utilizar las indicaciones «crianza», «reserva» y «gran reserva» cuando el envejecimiento se realice en bodegas inscritas en el Registro de Bodegas y cumplan los siguientes requisitos:

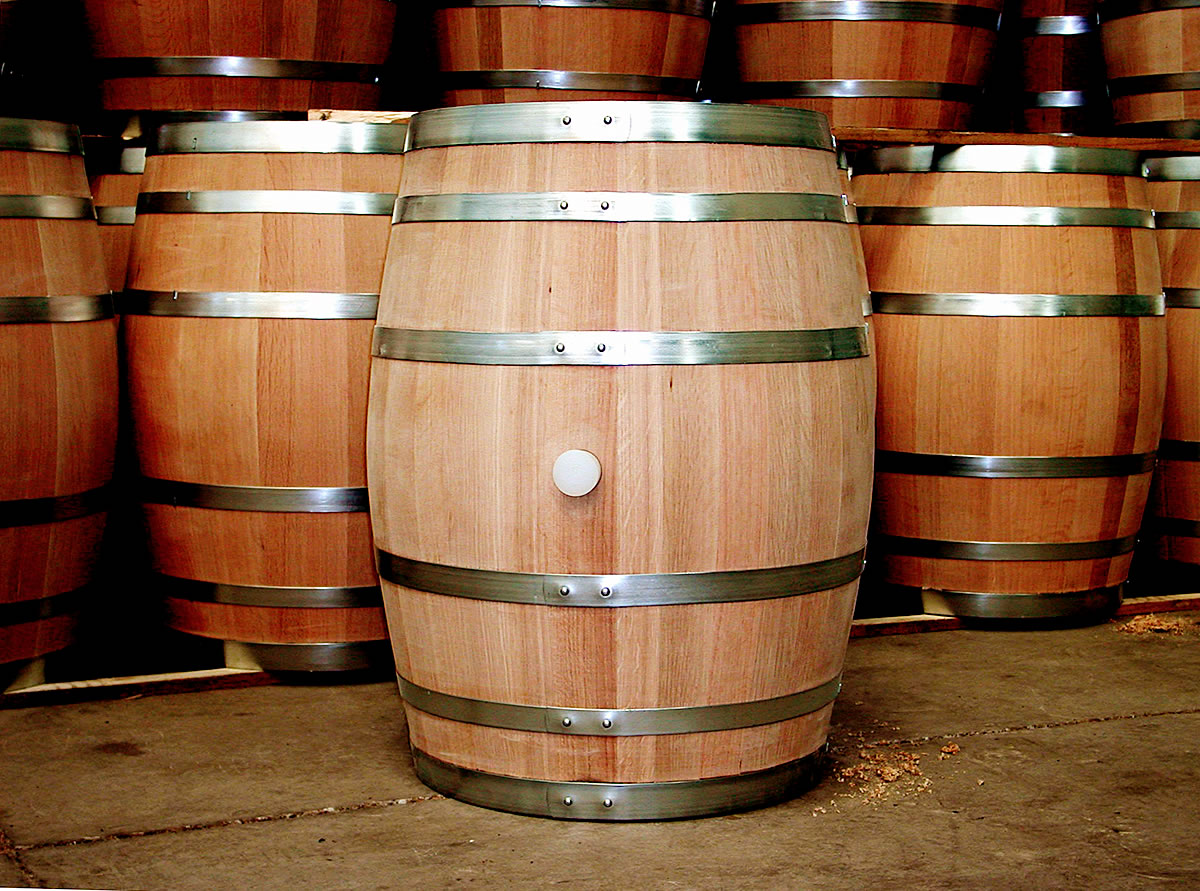
Barriles tradicionales de roble fabricados por la empresa chilena Tonelería Nacional

- Crianza. Los vinos tintos con un período mínimo de envejecimiento de 24 meses, contados a partir del 1 de noviembre del año de vendimia, de los que habrán permanecido al menos 6 meses en barricas de roble de capacidad máxima de 330 litros.

- Reserva. Los vinos tintos con un período mínimo de envejecimiento de 36 meses, contados a partir del 1 de noviembre del año de vendimia, de los que habrán permanecido al menos 12 meses en barricas de roble de capacidad máxima de 330 litros y en botella el resto de dicho período.

- Gran reserva. Los vinos tintos con un período mínimo de envejecimiento de 60 meses, contados a partir del 1 de noviembre del año de vendimia, de los que habrán permanecido al menos 18 meses en barricas de roble de capacidad máxima de 330 litros y en botella el resto de dicho período.

La indicación del año de cosecha se aplica, exclusivamente, a los vinos elaborados con uva recolectada en el año que se mencione en la indicación y que no hayan sido mezclados con vino de otras cosechas. No obstante, a efectos de corregir las características de los vinos de determinada cosecha se permite su mezcla con los de otras, siempre que el vino de la cosecha a que se refiera la indicación entre a formar parte en el producto resultante en una proporción mínima del 85%.
La designación de los vinos puede ser complementada con la mención facultativa del nombre de una variedad si el vino procede al menos en un 85% de esa variedad y el nombre de dos variedades siempre que el citado vino proceda en su totalidad de las variedades citadas, indicándose éstas por orden decreciente de importancia cuantitativa.
En todo caso, es obligatoria la indicación del año de cosecha en el etiquetado de los vinos aunque éstos no hayan sido sometidos a procesos de envejecimiento.

## Control y certificación
Los inscritos en los registros de viñedos y bodegas realizarán un autocontrol y serán los responsables de asegurar que los productos amparados por el «Vino de Calidad de Valtiendas» cumplen y tienen capacidad para continuar cumpliendo con los criterios en los cuales se basa la certificación.

### Controles del sistema
El Órgano de Control vigila, para cada campaña, las cantidades que de cada tipo de vino amparado por el «Vino de Calidad de Valtiendas» puede ser expedido por cada bodega inscrita en los Registros de Bodegas, de acuerdo con las cantidades de uva elaborada, existencias de campañas anteriores y adquisiciones de vinos o mostos de otras bodegas inscritas.
El sistema de control y certificación de los vinos protegidos por la mención «Vino de Calidad de Valtiendas» garantiza el cumplimiento de lo establecido en el correspondiente Reglamento y conlleva, al menos, los siguientes controles:
- Controles en viñedo. Se realizan controles en lo relativo a las características de la uva, sanidad de la misma, la vendimia, rendimientos, técnicas de cultivo, podas, aclareos, riego y tratamientos realizados en las parcelas vitícolas. Cuando el Órgano de Control comprueba que la producción de uva de una parcela no se ajusta a lo establecido en este reglamento, procede a la descalificación de la totalidad de la uva de dicha parcela.

- Controles en Bodegas. Se realizan controles en lo relativo al origen, cantidad y sanidad de la uva, mosto o vino recepcionado, tratamientos enológicos, garantía de identificación y trazabilidad de partidas en los movimientos entre depósitos, instalaciones y/o bodegas, almacenamiento, trazabilidad, crianza y embotellado del vino, gestión de contraetiquetas, expedición, etiquetado, declaraciones periódicas, contabilidad vitícola y cualquier otro aspecto cuyo incumplimiento pueda suponer la comisión de una infracción de las contempladas en el correspondiente Reglamento. Si el Órgano de Control comprueba que una determinada partida de uva no es apta para la elaboración de «Vino de Calidad de Valtiendas», procede a descalificar el depósito o depósitos donde esté almacenado el mosto o el vino obtenido total o parcialmente de dichas uvas. Las bodegas pueden renunciar a la calificación de determinadas partidas de vino, debiendo comunicar de lo mismo al órgano de gestión dentro de los plazos que éste fije a ese efecto.

- Controles de Producto. Se verifica que todas las partidas de vino elaboradas por las Bodegas inscritas hayan sido analizadas físicoquímica y organolépticamente. Así mismo, se realizará un seguimiento del producto calificado y descalificado de conformidad con lo dispuesto en el artículo 58 del Reglamento de la Ley de la Viña y del Vino de Castilla y León, aprobado por el Decreto 51/2006, de 20 de julio.

### Control y certificación
El Órgano de Control, conforme a su procedimiento de certificación para los Vinos de calidad con Indicación Geográfica, auditará periódicamente las actividades de autocontrol de los operadores, y realizará los controles complementarios necesarios para garantizar que se cumplen los requisitos de certificación establecidos en el correspondiente Reglamento.
El Órgano de Control tomará la decisión de certificación con base en los resultados de los controles realizados en viñedo, en bodega y los resultados de los análisis físico-químicos y organolépticos de producto.

## Registros
El Órgano de Gestión lleva los siguientes Registros:
- Registro de Viñedos. En el Registro de Viñedos se deberán inscribir todos aquellos viñedos situados en la zona de producción, cuya uva pretenda destinarse a la elaboración de vinos amparados por la mención «Vino de Calidad de Valtiendas».
- Registro de Bodegas. En el Registro de Bodegas se deberán inscribir todas aquellas bodegas situadas en la zona de producción, que pretendan dedicarse a la vinificación de uva o mosto procedente de viñedos inscritos, así como al almacenamiento, envejecimiento, embotellado y/o etiquetado de vinos para su protección bajo la mención «Vino de Calidad de Valtiendas».

Con carácter previo a la inscripción en cualquiera de ambos registros, será preceptivo el informe favorable de los Servicios Técnicos del Órgano de Gestión y su aprobación por parte del Órgano de Control.

## Bodegas destacadas
En la actualidad existen 6 bodegas inscritas en la mención «Vino de Calidad de Valtiendas». Son las siguientes:
1. Bodegas Zarraguilla, Sacramenia
2. Bodegas Francisco Javier Fernández Cárdaba, Valtiendas
3. Bodega Hermanos Blanco, Valtiendas
4. Bodegas Vagal, Valtiendas
5. Bodega Finca Cárdaba, Sacramenia
6. Bodegas Navaltallar, Navalilla